# جائزة جوان وجوزيف بيرمان البحثية في الطوبولوجيا والهندسة
تأسست جائزة جوان وجوزيف بيرمان البحثية في الطوبولوجيا والهندسة في عام 2013. وهي جائزة تُمنح كل عام من قبل جمعية المرأة للرياضيات لباحثة شابة بارزة في علم الطوبولوجيا أو الهندسة الرياضية. تأسس صندوق الجائزة بتبرع من جوان بيرمان وزوجها جوزيف.
جوان بيرمان هي رياضياتية أمريكية متخصصة في النظريات الجديلة ونظرية العقدة. سبق لها وأن نشرت كتابًا تحت عنوان خرائط طبقة المجموعات والذي أصبح معيارًا معتمدًا مع قبل العديد من الباحثين في هذا الموضوع. وزوجها هو جوزيف بيرمان فيزيائي ورائد في مجال الدفاع عن حقوق الإنسان وحقوق العلماء.

## الفائزون بالجائزة
- إليسييندا جرجسبي(2015)، لأبحاثها في الطوبولوجيا منخفضة الأبعاد، وخاصة في نظرية العقد.[2][3][4]
- إيمي ميرفي (2017)، لأبحاثها في الهندسة المتشابكة حيث طورت تقنيات جديدة لدراسة الفتحات المتشابكة وهندسة التلامس.[5][6]